# Moremoholo Community
Moremoholo Community är en gemenskap i Lesotho.   Den ligger i distriktet Mokhotlong, i den östra delen av landet, 160 km öster om huvudstaden Maseru.